# Michele IV di Costantinopoli
Michele IV Autoreiano (in greco Μιχαήλ Ἀυτωρειανός?; XII secolo – Nicea, 26 agosto 1212) è stato un arcivescovo ortodosso bizantino, che ha ricoperto la carica di Patriarca ecumenico di Costantinopoli tra il 1206 e il 1212.

## Carriera ecclesiastica
Michele era un uomo ben istruito e un membro del circolo letterario di Eustazio di Salonicco. Nella gerarchia ecclesiastica, aveva raggiunto la carica di megas sakellarios al tempo del sacco di Costantinopoli dalla Quarta Crociata nel 1204.

### Episcopato
Secondo una lettera scritta da Giovanni Apocauco nel 1222, fu nominato vescovo di Amastris, ma Davide Comneno respinse la sua nomina come una violazione della propria sovranità.

### Patriarcato
Nel 1208 fu nominato patriarca da Teodoro I Lascaris, come successore di Giovanni X morto nel 1206. Lasxaris aveva stabilito uno stato successore greco bizantino in Asia, l'Impero di Nicea, e aveva cercato di convincere Giovanni X ad unirsi a lui, ma questi si era rifiutato a causa della vecchiaia e morì poco dopo.
Poco dopo la sua nomina, il 20 marzo 1208, Michele IV eseguì l'incoronazione di Teodoro Lascaris come imperatore (Lascaris era già stato acclamato imperatore nel 1205). Prese anche l'iniziativa molto insolita, contraria alla tradizione bizantina e alla dottrina ortodossa, di promettere la remissione dei peccati ai soldati di Lascaris che fossero caduti in battaglia. Sembra tuttavia che questo impegno fosse di breve durata. Morì a Nicea il 26 agosto 1212.